# Luca Minutilli
Luca Minutilli (Terracina, 23 ottobre 1971) è un pilota motociclistico italiano.

## Carriera
Figlio di genitori appassionati di moto e titolari di una nota concessionaria, coltiva la passione delle moto sin da piccolo fino ad arrivare alla fine degli anni Ottanta alle prime partecipazioni di Campionato Motocross Italiano, Europeo e Mondiale. È sposato con due figlie e titolare insieme al fratello e ai genitori della più grande concessionaria Honda della provincia di Latina.
Ha debuttato nel Mondiale Supermoto S2 nel 2005 su Honda.
Dal 2006 corre per il Team H2O che dal 2008 si è fuso con il Team PMR, ottenendo anche il supporto della casa madre.

## Palmarès
- 1987: Campione Italiano Motocross Cadetti classe 125 (su Honda)
- 1989: 8º posto Campionato Europeo Motocross classe 125
- 1990: Partecipazione al Campionato del Mondo Motocross classe 125
- 2003: 22º posto Campionato Italiano Supermoto classe Sport (su Honda)
- 2004: 13º posto Campionato Italiano Supermoto classe Sport (su Honda)
- 2005: 11º posto Campionato Italiano Supermoto classe Sport (su Honda)
- 2005: 36º posto Campionato del Mondo Supermoto S2 (1 GP su 8) (su Honda)
- 2006: 8º posto Campionato Italiano Supermoto classe Sport (su KTM)
- 2006: 17º posto Campionato del Mondo Supermoto S2 (su KTM)
- 2006: Vincitore Extreme Supermotard di Bologna (su KTM)
- 2007: 3º posto Campionato Italiano Supermoto S2 (su Aprilia)
- 2007: 10º posto Campionato del Mondo Supermoto S2 (su Aprilia)
- 2007: 7º posto Extreme Supermotard di Bologna (su Aprilia)
- 2008: 4º posto Campionato Italiano Supermoto S2 (su Aprilia)
- 2008: 5º posto Campionato del Mondo Supermoto S2 (su Aprilia)
- 2008: Vincitore Endurance Supermoto di Latina (coppia con Paolo Cianfrocca) (su Aprilia)
- 2009: 9º posto Trofeo Centro Italia Supermoto S2 (1 gara su 6) (su Aprilia)
- 2009: 8º posto Campionato Italiano Supermoto S2 (su Aprilia) - infortunio
- 2009: 15º posto Campionato del Mondo Supermoto S2 (su Aprilia) - infortunio